# يطروفة ثنائية المسكن
يطروفة ثنائية المسكن (الاسم العلمي:Jatropha dioica) هي نوع من النباتات تتبع جنس اليطروفة من الفصيلة الفربيونية.